# シャンプー台のむこうに
『シャンプー台のむこうに』（シャンプーだいのむこうに、Blow Dry）は、2001年製作のイギリスのドラマ映画。ヘアドレッサー・コンテストをめぐり、崩壊しかかった家族の修復を描くヒューマンドラマ。

## ストーリー
ヨークシャーの小さな町キースリーで理髪店を経営するフィル（アラン・リックマン）と息子のブライアン（ジョシュ・ハートネット）。ブライアンは、地元でヘアドレッサー・コンテストが開かれることを知り出場を決意するが、そこへ、母シェリー（ナターシャ・リチャードソン）が突然現れる。父と母は、10年前のコンテスト出場以来、長く絶縁状態にあるのだが、実はシェリーはガンに冒されており……。

## キャスト
| 役名                         | 俳優                       | 日本語吹替 |
| ---------------------------- | -------------------------- | ---------- |
| フィル・アレン               | アラン・リックマン         | 石塚運昇   |
| シェリー・アレン             | ナターシャ・リチャードソン | 佐々木優子 |
| ブライアン・アレン           | ジョシュ・ハートネット     | 森川智之   |
| サンドラ                     | レイチェル・グリフィス     | 相沢恵子   |
| クリスティーナ・ロバートソン | レイチェル・リー・クック   | 小島幸子   |
| レイモンド・ロバートソン     | ビル・ナイ                 | 小川真司   |
| ルイス                       | ヒュー・ボネヴィル         | 相沢正輝   |
| トニー市長                   | ウォーレン・クラーク       | 宝亀克寿   |
| ジャスミン                   | ハイディ・クルム           | 千島楊子   |
| デイジー                     | ローズマリー・ハリス       | 火野カチコ |
| ノア                         | デイビッド・ブラッドリー   | 幹本雄之   |

- その他の声の吹き替え：北川勝博／金子由之／姉崎公美／佐藤晴男／隈本吉成／丸山純路／後藤邑子／安達まり